# Kolozsvári AC

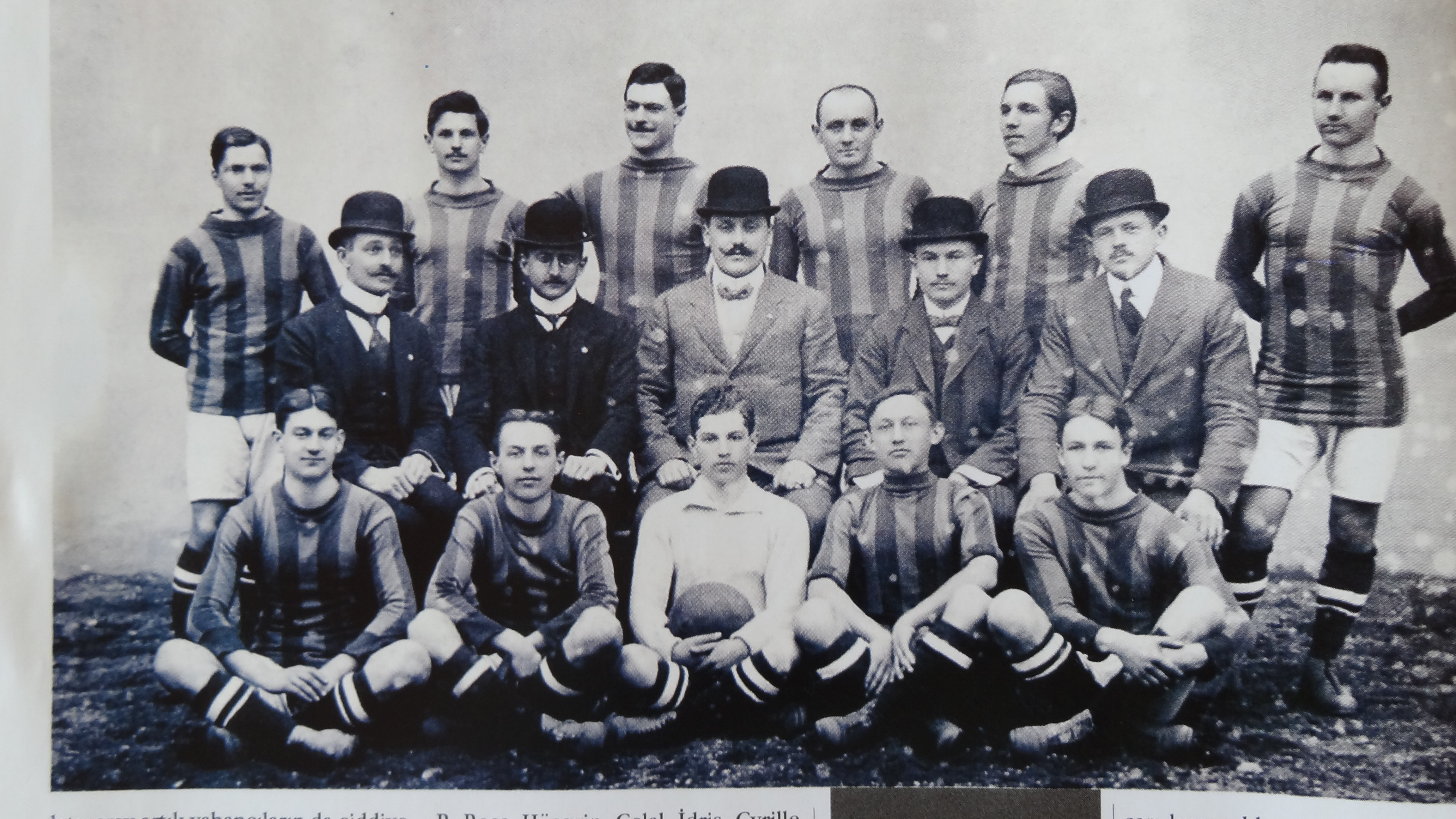
A Kolozsvári Vasutas Sport Club játékosai 1911-ben

A Kolozsvári AC egy megszűnt labdarúgócsapat. A klub 3 szezont játszott az NB I-ben. 1948-ban a klub egyesült a kolozsvári CFR-el.

## Az egyesület nevei
A klub fennállása során több alkalommal is nevet változtatott. Ezek a következők voltak:
- 1880 – 1945 : Kolozsvári Athletikai Club
- 1945 – 1948 : Ferar Cluj, magyarul: Kolozsvári Vasas

## Magyar élvonalbeli bajnoki szereplések
- Magyar labdarúgó-bajnokság
  - bronzérmes (1): 1943–44

| Idény   | helyezés | Idény   | helyezés | Idény   | helyezés |
| ------- | -------- | ------- | -------- | ------- | -------- |
| 1941–42 | 13. hely | 1942–43 | 10. hely | 1943–44 | 3. hely  |

## Szereplések a magyar labdarúgókupában
A klub egyszer szerepelt a magyar labdarúgókupa döntőjében, amit 1944-ben elvesztett.
- Magyar labdarúgókupa
  - ezüstérmes (1): 1944

## A Kolozsvári AC híres labdarúgói
* a félkövérrel írt játékosok rendelkeznek felnőtt válogatottsággal.
| - Babolcsay György - Beke Zoltán - Bonyhádi László - Dobay István | - Farkas Gyula - Farmati Zoltán - Ferenczi Antal - Hirsch Elemér | - Kovács István - Kovács Miklós - Márky Sándor - Páll Béla | - Sütő Károly - Szaniszló Zoltán - Váczi György - Vass Mózes |